# Дылевский, Артём Владимирович
Артём Владимирович Дылевский (бел. Арцём Уладзіміравіч Дылеўскі; род. 20 февраля 1997, Кунцевщина, Минская область) — белорусский футболист, защитник клуба «Молодечно-2018».

## Карьера

### «Минск»
Воспитанник столичного футбольного клуба «Минск». В 2013 году стал игроком дублирующего состава клуба, а в 2016 году в концовке сезоне подтягивался к играм с основной командой, однако дебютировать так и не получилось. В 2018 году снова стал тренироваться с основной командой. Дебютировал за клуб в Высшей Лиге 20 мая 2018 года в матче против могилёвского «Днепра». Затем провёл еще 5 матчей за клуб в сезоне, в основном выходя на замену.

### «Белшина»
В марте 2019 года перешёл в бобруйскую «Белшину» из Первой Лиги. Дебютировал за клуб 20 апреля 2020 года в матче против «Сморгони». Свой дебютный гол забил 25 мая 2019 года в матче против «Слонима». С самого начала сезона стал ключевым игроком основной команды. В октябре 2019 года отметился двухматчевой голевой серией. По окончании сезона стал победителем Первой Лиги. Сам же игрок отметился 5 голами в 20 матчах.

#### Аренда в «Лиду»
В начале 2020 года начинал играть в дубле бобруйской команды и вскоре отправился в аренду в «Лиду». Дебютировал за клуб 18 апреля 2020 года в матче против «Орши». Отличился результативной передачей 13 июня 2020 года в матче против «Гомеля». Стал ключевым игроков основной команды. По окончании аренды покинул клуб.
По возвращении из аренды тренировался со столичным «Минском», однако позже вернулся в «Белшину». Тем временем бобруйский клуб вернулся в Первую Лигу. Первый матч в сезоне сыграл 18 апреля 2021 года против пинской «Волны». Первым результативным действием отличился 12 июня 2021 года в матче против «Орши», отдав результативную передачу. Первый гол забил 14 августа 2021 года в матче против петриковского «Шахтёра». Вместе с клубом стал серебряным призёром чемпионата и помог тем самым вернулся в элитный дивизион белорусского футбола.

### «Кайсар»
В марте 2022 года перешёл в казахстанский клуб «Кайсар». Дебютировал за клуб 6 апреля 2022 года в Кубке Казахстана в матче против «Окжетпеса». Вскоре дебютировал в Первой Лиге против «Академии Онтустик». Дебютный гол за клуб забил 16 октября 2022 года в матче против «Байконура». Свой дебютный сезон за клуб провёл как игрок замены, общей сложности проведя 14 матчей во всех турнирах, в которых отличился по голу и результативной передаче. Вместе с клубом стал серебряным призёром Первой Лиги, досрочно выйдя в Премьер Лигу. В декабре 2022 года не отправился вместе с «Кайсаром» на турецкие сборы для подготовки к новому сезону.

### «Сморгонь»
В январе 2023 года футболист проходил просмотр в бобруйской «Белшине». В феврале 2023 года футболист стал игроком «Сморгони». Дебютировал за клуб в матче 19 марта 2023 года против бобруйской «Белшины». Футболист сразу же закрепился в основной команде сморгонского клуба, став ключевым игроком. В июне 2023 года покинул клуб, расторгнув контракт по соглашению сторон.

### «Молодечно-2018»
В июле 2023 года футболист перешёл в «Молодечно-2018». Дебютировал за клуб 21 июля 2023 года в матче Кубка Беларуси против «Минска». Свой первый матч в рамках Первой лиги сыграл 4 августа 2023 года против дзержинского «Арсенала», выйдя на поле в стартовом составе.
В январе 2024 года футболист продлил контракт с клубом. За два года в «Молодечно-2018» принял участие в 46 матчах (в том числе, в качестве капитана), отметился 2 голами и 3 результативными баллами. В июне 2025 года покинул клуб по соглашению сторон, на тот момент команда находилась на последнем месте в таблице высшей лиги.  

## Международная карьера
Выступал в юношеской сборной Беларуси до 17 лет.

## Достижения
«Белшина»
- Победитель Первой лиги: 2019

«Молодечно-2018»
- Победитель Первой лиги: 2024